# Astragalus darumbium
Astragalus darumbium es una especie de planta del género Astragalus, de la familia de las leguminosas, orden Fabales.

## Distribución
Astragalus darumbium se distribuye por Argentina (Mendoza) y Chile (O'Higgins y Reg. Metropolitana).

## Taxonomía
Fue descrita científicamente por (Bertero ex Colla) Gay. Fue publicada en Fl. Chil. 2: 112 (1847).